# Giovanni Bogado
Giovanni Emmanuel Bogado Duarte (Limpio, 16 settembre 2001) è un calciatore paraguaiano, centrocampista dello Sportivo Ameliano in prestito dal Rosario Central.

## Caratteristiche tecniche
Gioca come trequartista.

## Carriera

### Club
Bogado ha iniziato a giocare a calcio nelle giovanili del Libertad ed ha debuttato in prima squadra il 10 dicembre 2016 all'età di quindici anni nell'incontro di División Profesional vinto 1-0 contro il Rubio Ñu. Nel 2019, dopo un periodo in un'accademia calcistica senegalese, ha giocato per un mese nel settore giovanile del Barcellona.
Fra il 2020 ed il 2022 ha giocato in prestito in seconda divisione con Atyrá e Fernando de la Mora, e nel 2023, sempre in prestito, è passato allo Sportivo Ameliano in prima divisione. Ha segnato il suo primo gol il 14 aprile nell'incontro perso 2-1 contro il Cerro Porteño.
Il 21 agosto 2023 è stato acquistato dal Rosario Central. Impiegato con poca frequenza in prima squadra, il 29 luglio dell'anno successivo ha fatto ritorno allo Sportivo Ameliano in prestito.

### Nazionale
Nel 2017 ha partecipato con il Paraguay Under-17 al campionato sudamericano di categoria, concluso con la conquista di un terzo posto.

## Statistiche

### Presenze e reti nei club
Statistiche aggiornate al 4 agosto 2024.
| Stagione        | Squadra           | Campionato      | Campionato | Campionato | Coppe nazionali | Coppe nazionali | Coppe nazionali | Coppe continentali | Coppe continentali | Coppe continentali | Altre coppe | Altre coppe | Altre coppe | Totale | Totale | Totale |
| Stagione        | Squadra           | Comp            | Pres       | Reti       | Comp            | Pres            | Reti            | Comp               | Pres               | Reti               | Comp        | Pres        | Reti        | Pres   | Reti   |        |
| --------------- | ----------------- | --------------- | ---------- | ---------- | --------------- | --------------- | --------------- | ------------------ | ------------------ | ------------------ | ----------- | ----------- | ----------- | ------ | ------ | ------ |
| 2016            | Libertad          | PD              | 1          | 0          |                 | -               | -               |                    | -                  | -                  |             | -           | -           | 1      | 0      |        |
| 2017            | Libertad          | PD              | 1          | 0          |                 | -               | -               |                    | -                  | -                  |             | -           | -           | 1      | 0      |        |
| 2019            | Libertad          | PD              | 1          | 0          | CP              | 0               | 0               |                    | -                  | -                  |             | -           | -           | 1      | 0      |        |
| 2023            | Sportivo Ameliano | PD              | 19         | 2          | CP              | 1               | 0               | CS                 | 1                  | 0                  | SP          | 1           | 0           | 21     | 2      |        |
| 2023            | Rosario Central   | PD              | 0          | 0          | CA+CdL          | 0+3             | 0               |                    | -                  | -                  |             | -           | -           | 3      | 0      |        |
| 2024            | Rosario Central   | PD              | 1          | 0          | CA+CdL          | 0               | 0               | CL+CS              | 0                  | 0                  |             | -           | -           | 1      | 0      |        |
| 2024            | Sportivo Ameliano | PD              | 1          | 0          | CP              | 0               | 0               |                    | -                  | -                  |             | -           | -           | 1      | 0      |        |
| Totale carriera | Totale carriera   | Totale carriera | 24+        | 2+         |                 | 4               | 0               |                    | 1                  | 0                  |             | 1           | 0           | 30+    | 2+     |        |

## Palmarès

### Club

#### Competizioni nazionali
- Supercopa Paraguay: 1

Sportivo Ameliano: 2022